# Standphotos
Standphotos (Stillbilder) är en samlingsvolym med dikter av den tyske poeten Rolf Dieter Brinkmann (1940–1975) utgiven första gången 1980.

## Bakgrund
Standphotos var den allra första samlingsutgåvan av Rolf Dieter Brinkmanns arbeten och den första volymen av tre i en planerad utgåva av samtliga dikter. Titeln hämtades från en diktsamling med samma namn från 1969. Omslagsbilderna på både fram- och baksidan var en dikt av Brinkmann från samlingen Gras (1970), kallad Wolken ["Moln"]. Dikten var illustrerad – med dikten samtidigt textad i bilden – av bildkonstnären Berndt Höppner. Denne bildkonstnär hade samarbetat med Brinkmann på ett liknande sätt från och till i olika sammanhang under åren 1969-71. 
De flesta av Brinkmanns diktsamlingar från 1960-talet var tunna och hade publicerats på små exklusiva förlag och i små numrerade upplagor, emellanåt signerade och illustrerade. Originalutgåvan av Standphotos till exempel förefaller mer som ett samlarobjekt eller som konst i bokform än som något för en bokmarknad, i 100 exemplar, på ett tunt genomskinligt syntetiskt plastmaterial; elva dikter och fyra färgetsningar av konstnären Karolus Lodenkämper, numrerade och signerade av båda upphovsmännen. Större upplagor och större omfång hade de tre diktsamlingarna Was fraglich ist wofür (1967), Die Piloten (1968) och Gras (1970), alla utgivna av kölnerförlaget Kiepenheuer & Witsch, som även utgav alla Brinkmanns prosaböcker under 1960-talet.

## Innehåll
Standphotos innehåller nio diktsamlingar utgivna åren 1962–1970. Ingen av dem har översatts till svenska. Enstaka dikter ur dem är däremot översatta i det svenska urvalet Doktor Karneval (1988).
- Ihr nennt es Sprache ["Ni kallar det språk"], (1962)
- Le Chant du Monde, (1964)[1] Samlingens titel överensstämmer med titeln på en roman av Jean Giono från 1934. Denna roman filmatiserades av Marcel Camus 1964, men hade premiär året efter.
- Ohne Neger ["Utan neger"] (1966)
- & Gedichte ["& dikter"] (1966)
- Was fraglich ist wofür ["Tvivelaktigt varför"] (1967)[2]
- Godzilla (1968)[3]. Titeln anspelar på det japanska filmodjuret Godzilla. Samlingen består av 17 dikter och temat är sex. Den inleds med ett diktcitat av den amerikanske poeten Tom Clark översatt till tyska av Brinkmann själv. Dikten heter Efter Abélard och lyder: "Jag föll i koma. Charles Olson, sa jag, älskar Mimmi Pigg mig? Ja, hon älskar dig, sa han. För det är så stort avstånd, han sträckte ut sin jättehand, från ditt anus upp till själva sprutlackeraren. Det är hennes Heliga land."[4] Originalupplagans dikter trycktes mot bakgrund av färgfoton ur reklamkataloger för baddräkter. Bilderna har behållits men inte deras färg i samlingsutgåvan.[5]
- Die Piloten ["Piloterna"] (1968)[6]
- Standphotos (1969)[7]
- Gras ["Gräs"] (1970)[8]

### Fotnoter
1. ↑  Dikten Vechta (Doktor Karneval, s. 22) är från Le Chant du Monde.
2. ↑  Dikten En gång (Doktor Karneval, s. 68) kommer från Was fraglich ist wofür.
3. ↑  Dikterna Viktigt, Romans I, Romans II, Den syn och Godzilla ringer så gärna (Doktor Karneval, s. 26-29 och 67) är från Godzilla.
4. ↑  "Ich fiel in ein Koma. Charles Olson, sagte ich, liebt Miss Maus mich? Ja, sie liebt dich, sagte er. Denn da ist so ein langer Weg, er streckt seine große Hand aus, von deinem Anus bis zur Pinkelmaschine. Das ist ihr Heiliges Land." (Tom Clark, Nach Abälard)
5. ↑  Liesa Pieczyk, född 1985, analyserar olika aspekter av detta verk i sitt litteraturvetenskapliga arbete Godzilla meets Miss Maus. Norm versus Phantasma in Rolf Dieter Brinkmanns Godzilla (Thomas Boyken u.a.(red): Rolf Dieter Brinkmann. Neue Perspektiven: Orte - Helden - Körper, Vilhelm Fink Verlag, München, 2010, s 143-157).
6. ↑  Dikten Vit jätte i luften (Doktor Karneval, s. 38) är hämtad från Die Piloten.
7. ↑  Dikten Kallare (Doktor Karneval, s. 30) är från Standphotos.
8. ↑  Dikterna Efter Guillaume Apollinaire, På eftermiddan och Aloen (Doktor Karneval, s. 31, 34 och 66) kommer från Gras.